# Souvignargues

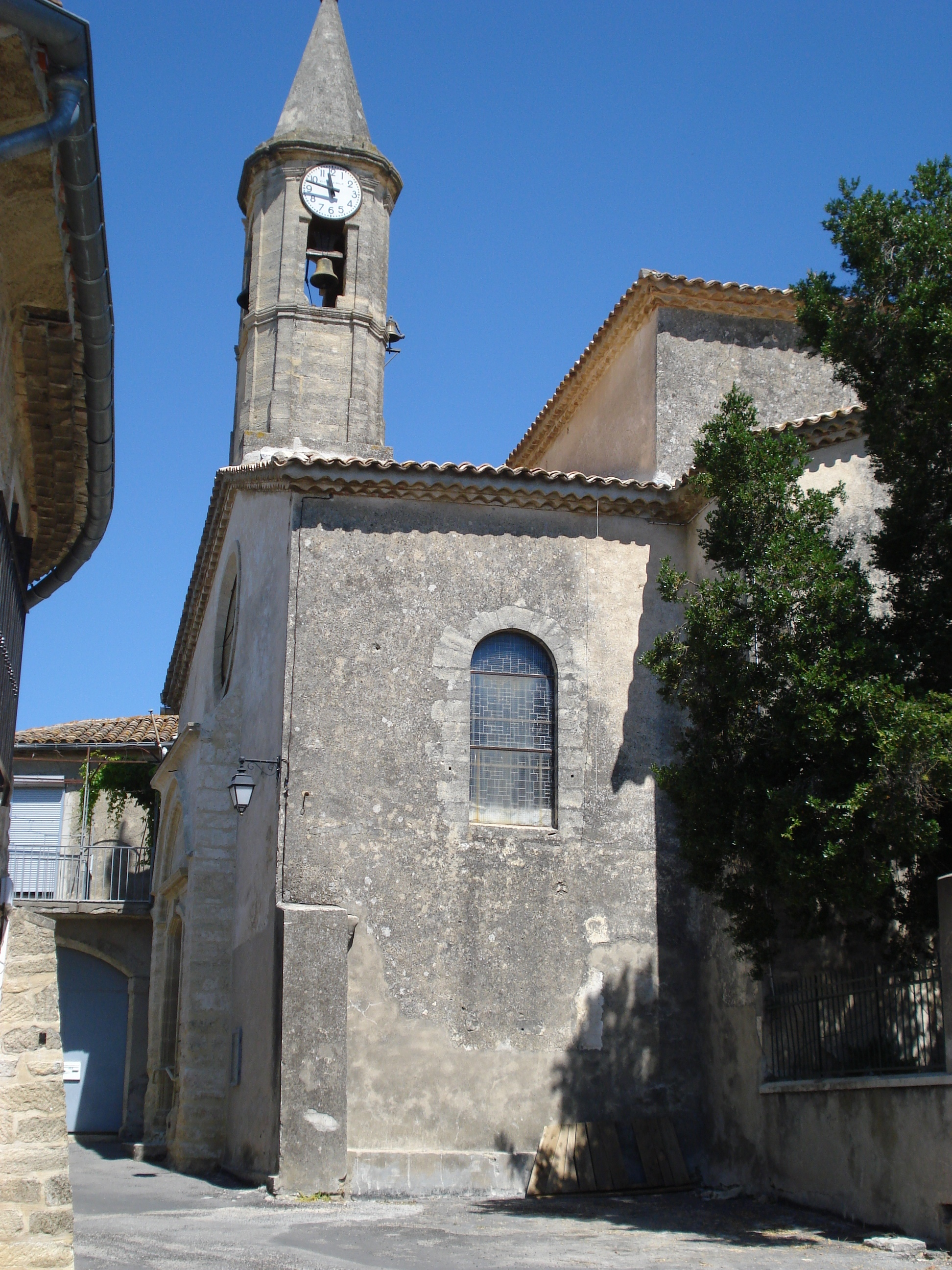
Kerk

Souvignargues is een gemeente in het Franse departement Gard (regio Occitanie) en telt 589 inwoners (1999). De plaats maakt deel uit van het arrondissement Nîmes.

## Geografie
De oppervlakte van Souvignargues bedraagt 11,1 km², de bevolkingsdichtheid is 53,1 inwoners per km².

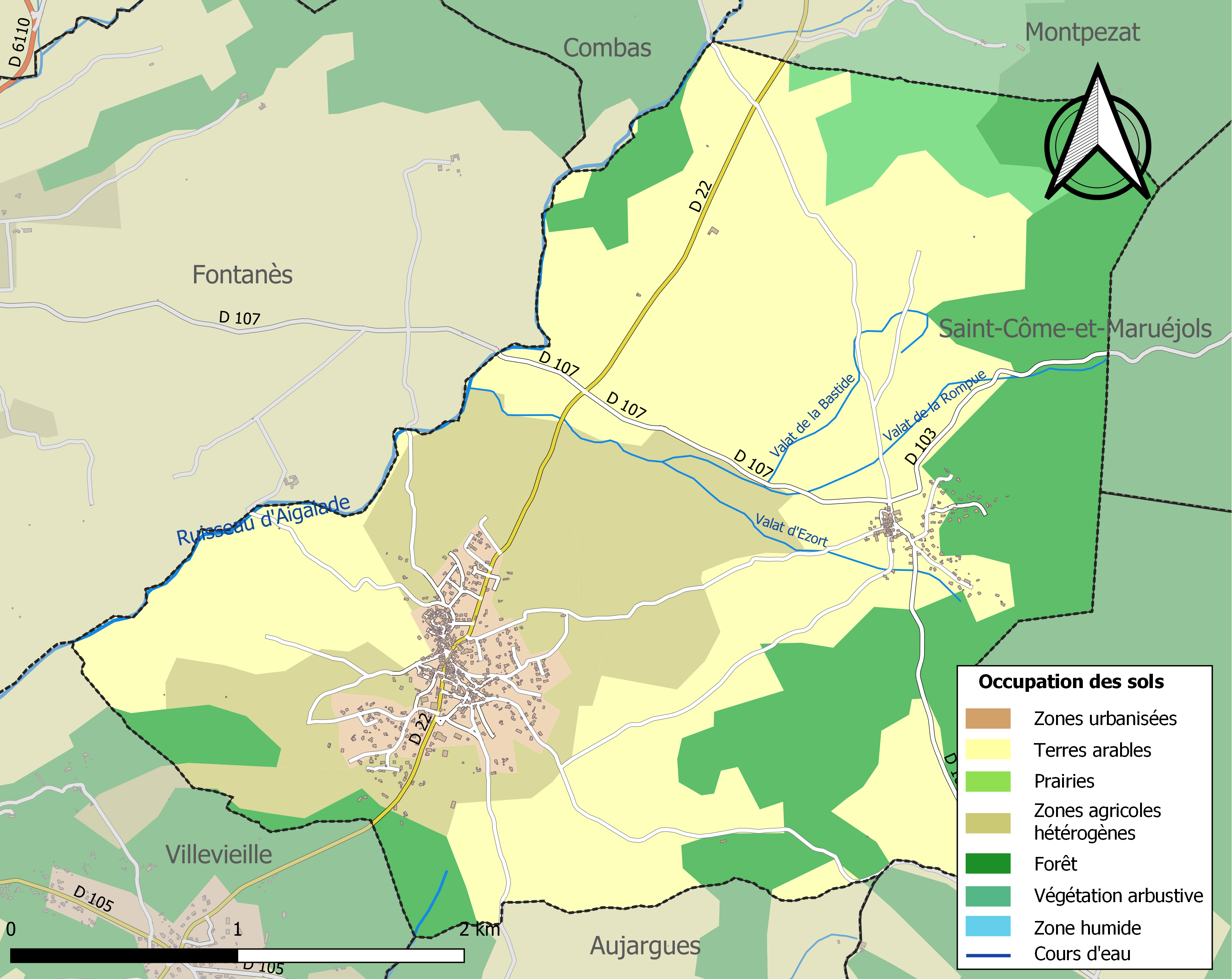
Kaart van de gemeente met de belangrijkste infrastructuur, bodemgebruik en omliggende gemeenten

## Demografie
Onderstaande figuur toont het verloop van het inwonertal (bron: INSEE-tellingen).